# إنعاش قلبي رئوي
إنعاش القلب والرئتين (بالإنجليزية: Cardiopulmonary resuscitation) واختصاراً (CPR) هي عملية إسعافية طارئة يقوم بها الشخص المسعف ويتم تنفيذها يدوياً في محاولة للحفاظ على وظائف الدماغ سليمة حتى يتم اتخاذ مزيد من التدابير لاستعادة عفوية الدورة الدموية والتنفس لإنقاذ حياة شخص مصاب بسكتة قلبية، يعتبر المريض الذي تجرى له عملية الإنعاش القلبي في حالة الموت السريري، وإذا لم يتم على الفور البدء بعملية الإنعاش فإن خلايا الدماغ تبدأ بالتلف غير الرجعي (الموت) خلال دقائق (10 دقائق).
تختلف عملية الإنعاش بحسب المسعف، حيث تقسم إلى قسمين، إنعاش ابتدائي وانعاش متقدم.

## إنعاش ابتدائي أو أساسي
يلقب بالإنعاش الابتدائي لأنه يُبدأ به إنعاش المريض إلى حد وصول المساعدة المتقدمة والمتمثلة بالفريق الطبي أو فريق الإسعاف. كما أنه إنعاش ابتدائي لأنه واجب على الجميع أي المبتدئين أيضاً، وليس حصراً على المحترفين، ويلقب أيضاً بالأساسي، لأنه يعتبر الأساس لكل عمليات الإنعاش المتقدمة اللاحقة.
هدف الإنعاش الأساسي هو الحفاظ على أكبر قدر من خلايا الدماغ في حالة الموت السريري وتوقف عضلة القلب عن الحركة (سكتة قلبية)، وذلك إلى حين وصول فريق الإسعاف الذي حينها يضطلع بالإسعاف المتقدم.

### خطوات الإنعاش الابتدائي
1. تأكد أنك والمريض بمكان آمن خال من الأخطار.
2. اختبر ردود فعل المريض، تأكد من حالة المريض هل يجيب على النداء، على الهز، أم هل هو مغمى عليه؟
3. إذا كان المريض لا يستجيب:
  1. اطلب المساعدة (اتصل بالإسعاف، اصرخ في طلب النجدة أو المساعدة)
  2. اقلب المريض على ظهره، افتح المجاري التنفسية عن طريق مد العنق (إضغط على الجبين وارفع الفك للأعلى)إلا إذا كان مشكوكا في إصابة المريض بكسر في الرقبة فينبغي رفع الفك للأعلى فقط دون الضغط على الجبين.
  3. تأكد إذا كان المريض يتنفس بشكل طبيعي (لا تنخدع إذا رأيت نفساً متقطعاً، فإن المصابين بالسكتة القلبية عادة ما يتنفسون في البداية بشكل غير منتظم، هذا التنفس المتقطع لا يعتبر تنفساً طبيعياً ولا يغير من كون المريض مصاباً بالسكتة القلبية وبحاجة لإنعاش فوري!)
4. إذا كان المريض يتنفس بانتظام، إقلبه إلى جانبه ليصل وضعية التثبيت الجانبية حتى إذا ما تقيأ المريض لا تغلق المجاري التنفسية بالقيء (يتشردق)
5. إذا كان المريض لا يتنفس بانتظام التنفس الطبيعي:

أحضر مساعدة فورية أو أرسل شخصاً ليحضر مساعدة فورية، إذا اضطر الأمر وكنت وحيداً لا بد من إبلاغ الإسعاف بالأمر لتحضر المساعدة الطبية الفورية ولو اضطر الأمر لترك المريض لوهلة حتى تتصل بالإسعاف الفوري
فور أن يتم طلب المساعدة الفورية ابدأ فوراً بعملية الإنعاش القلبية
وفي 2010, قامت جمعية القلب الأمريكية واللجنة العالمية للإنعاش بتحديث إجراءات الإنعاش القلبي الرئوي لديها.:S640 وقد شمل التحديث التحول من الترتيب القديم أي فحص المسالك التنفسية Airways ثم التنفس Breathing ثم الضغطات الصدرية Compression والذي يختصر (ABC) لجميع الفئات العمرية عدا حديثي الولادة ليصبح (CAB) أي البدء بالضغطات الصدرية ثم فحص المسالك التنفسية ثم التنفس.:S642

### كيف تتعرف على التنفس الطبيعي؟

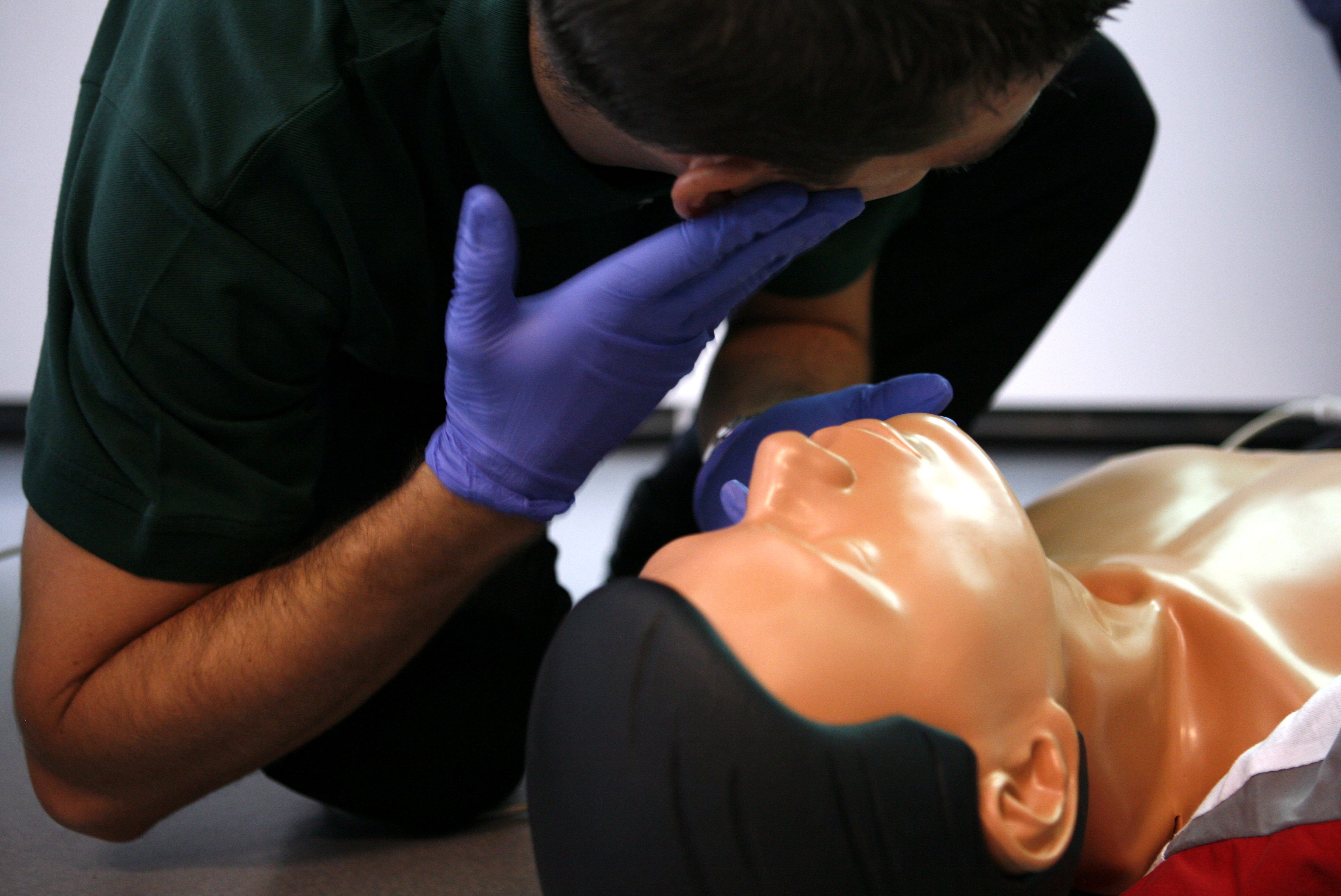
فحص التنفس الطبيعي

- انظر إلى حركة الصدر (لابد أن يرتفع الصدر وينخفض بانتظام أثناء التنفس الطبيعي وإلا لا يكون طبيعياً)
- قرب أذنك من أنف وفم المريض وحاول سماع نفس المريض.
- أثناء محاولة سماع نفس المريض حاول الإحساس بالنفس وهو يلامس وجنتك.[5]
- لا تُضيع أكثر من 10 ثوان في فحص تنفس المريض التلقائي.

## الإنعاش القلبي الرئوي الابتدائي
الهدف من عملية الإنعاش القلبي الرئوي هو محاولة إعادة دورة دموية صغيرة يمكن أن تنقذ خلايا الدماغ من التلف التام أي الموت الدماغي. من المعروف أن الدماغ إذا قُطع عنه الدم لفترة 4 دقائق فإن خلاياه تبدأ بالموت والتلف، وخلايا الدماغ لا يمكن استردادها.
لهذا فعملية الإسعاف الأولي بإنعاش القلب والرئة هي محاولة لتحريك الدورة الدموية عن طريق الضغط على عضلة القلب من الخارج (بالضغط على القفص الصدري) حتى يتحرك الدم وبالتالي تصبح هناك دورة دموية بدائية تكفي لحين وصول الفريق الطبي المحترف. أي أن عملية الإسعاف الأولي هي وظيفة أي إنسان متواجد قرب المريض، وليست وظيفة الفريق الطبي غير المتواجد، وهي لتجسير الفترة الزمنية إلى حين وصول الفريق الطبي، أي أنها وظيفتك أنت!!
بعد تشخيص حالة توقف الدورة الدموية كما تبين سابقاً يبدأ:

### التدليك القلبي

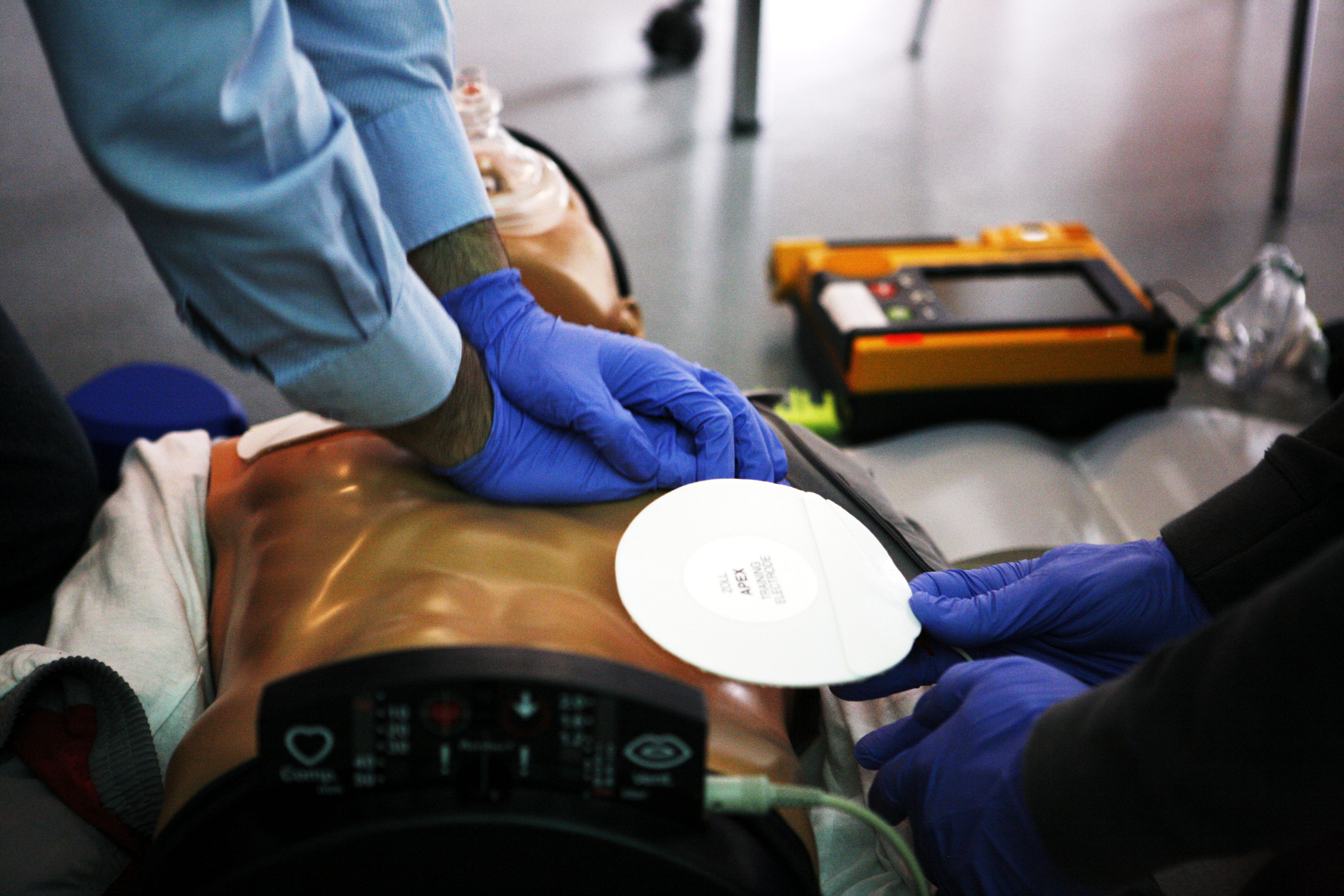
وضعية الضغط المتوالي على القفص الصدري وبالتالي على عضلة القلب الضغط

المتوالي على الثلث الأسفل من عظمة الصدر بتواتر 100 مرة في الدقيقة  (حوالي أكثر من مرة في الثانية) وذلك بعمق حوالي 4-5 سنتمتر بشكل منتظم وعلى منتصف الصدر (ليس على جانب العظمة لا الأيسر ولا الأيمن، الضغط لابد أن يكون على مركز العظمة الصدرية وفي الثلث الأسفل، مع الابتعاد مسافة إصبعين عن الحد الأسفل للعظمة) وذلك كما هو موضح في الصورة.
لاحظ أن الوضعية السليمة هي في كون ذراع المسعف مستقيمة وممدودة وفي وضع عمودي تماما على صدر المصاب، والضغط يتم عن طريق تحريك الجذع وبالتالي الاستفادة من وزن المسعف في الضغط على المريض، وتوفير الطاقة حتى لا يصاب المسعف بالإجهاد الفوري بعد دقائق قليلة!

### نفخ النَفَس الصناعي من خلال الفم أو الأنف
إن الضغط على عضلة القلب يحرك الدم، والدم يحوي الأكسجين الضروري لإبقاء خلايا الدماغ على قيد الحياة، إلا أن ما يحويه الدم لا يكاد يكفي لبضع دقائق، لذا لابد من تحريك الهواء في الرئتين، حتى تتم عملية تبادل الأكسجين بثاني أكسيد الكربون، النفس الصناعي يتم بعد 30 تدليكة قلبية، على أن تتم العودة مباشرة إلى التدليك القلبي بعد نفختين! ويتم ذلك بالطريقة التالية:
- مد الرقبة بالضغط على الجبين وفتح الفك وذلك لفتح المجاري التنفسية وتلقائيا يتم إبعاد اللسان الذي يهمد في حالة الموت السريري هذه ويرتد للخلف مغلقاً المجاري التنفسية. وذلك موضح في الرسم التوضيحي التالي (ينبغي الاكتفاء بمد الفك فقط دون الضغط على الجبين في حالة الاشتباه في إصابة المريض بكسر في الرقبة:

| المجاري التنفسية وهي مغلقة بفعل اللسان الهامد في حالة الإغماء، والمرتد للخلف | بعد مد العنق ترى أن اللسان أُبعد عن المجاري التنفسية، وبالتالي هناك فراغ يمكن للهواء أن يدخل من خلاله |

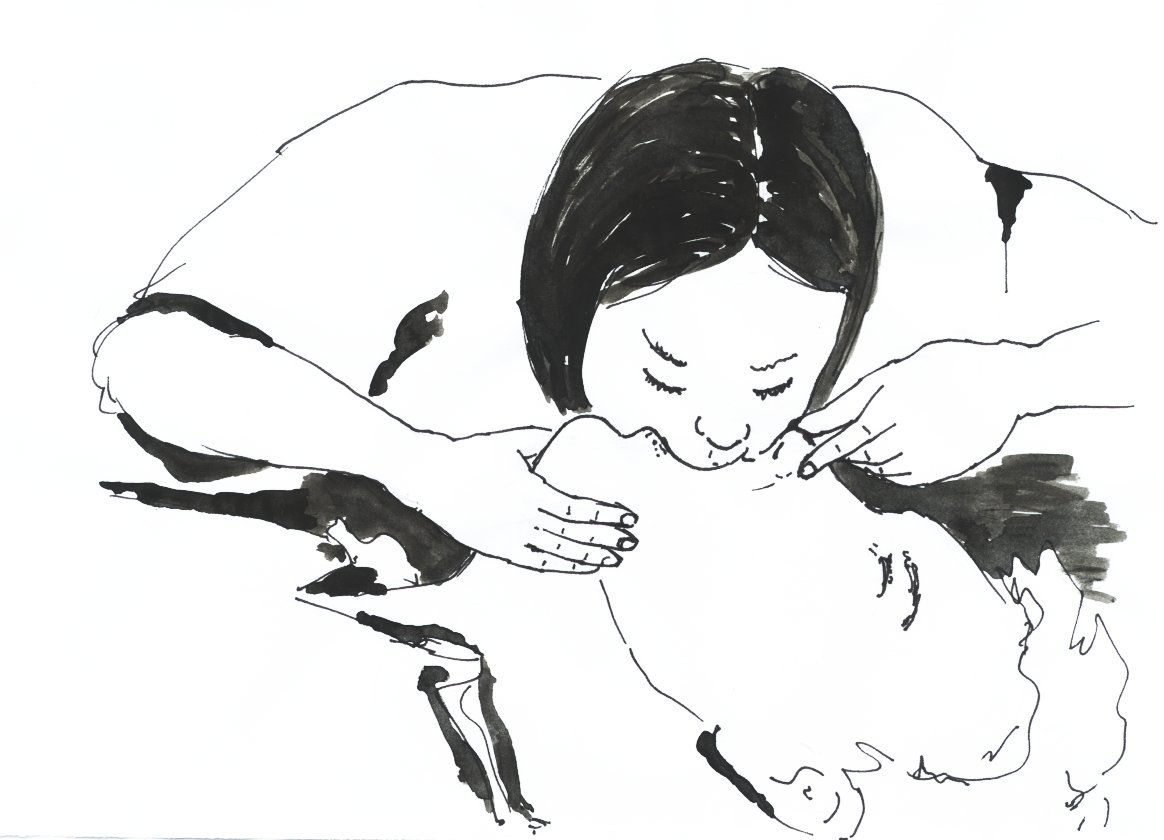
نفخ النفسيد

- نفخ النفسيد تمسك الفك وترفع الفك حتى يبقى وضع العنق على امتداده واليد الأخرى تغلق فتحتي الأنف، حتى لا يتسرب الهواء المنفوخ من الأنف للخارج ولا يصل الرئتين. وتسمى هذه الطريقة بالنفخ عن طريق الفم. ويمكن اختيار النفخ عن طريق الأنف وذلك بإغلاق الفم وثم ضم الشفتين حول الأنف، مع تركه مفتوحاً ثم النفخ عن طريق الأنف، وذلك في الحالات التي يتعذر فيها النفخ عن طريق الفم (لوجود عائق ما كاللعاب أو الدم، أو القيء)

ويكفي هنا نفس أو نفسان فعالان لتجديد الهواء في الرئتين ثم لابد من العودة فوراً إلى الضغط على القلب بتواتر 100 في الدقيقة.

### تواتر التدليك والنفس 30:2
يستمر التبادل بين التدليك القلبي ونفخ النفس بتبادل 30 ضغطة ـ ثم نفختين ـ ثم 30 ضغطة... الخ. إلى حين وصول الطاقم الطبي المدرب، والذي يقوم بعملية الإنعاش المتقدمة، وهذا مايشار إليه ب (30:2).:8
عملية الإنعاش الابتدائي هذه هي فقط لتغطية المرحلة الحرجة وإنقاذ خلايا الدماغ في حالة السكتة القلبية من الموت، ولكنها ليست عملية إحياء، بمعنى أنه لو تمت بشكل صحيح فإنه يمكن أن يبقى المريض لمدة قد تصل إلى الساعة إلى حين وصول الطاقم الطبي، وتنتهي العملية إما بالإجهاد التام لكافة المسعفين، أو بوصول الطاقم الطبي المتدرب. وبالتالي فإن هذه العملية لا تجدي نفعاً بالإطلاق إذا لم تُسبق أو إذا لم يرافقها نداء النجدة إما عن طريق الهاتف، أو عن طريق إرسال أحدهم ليحضر النجدة الطبية، ولو تأخرت بسبب ذلك عملية الإنعاش قليلاً، فعملية إنعاش دون طلب النجدة الطبية أو الإسعاف مآلها إنهاك المسعف، الذي لن يستطيع أن يُنعش إلى مالا نهاية!

## الإنعاش القلبي الرئوي المتقدم
وهو الإنعاش الذي يقوم به الفريق الطبي المدرب والمجهز وبخاصة بجهاز مزيل الرجفان وأقنعة للتنفس الصناعي، ضمن قائمة من الأدوية والمعدات الطبية الخاصة.

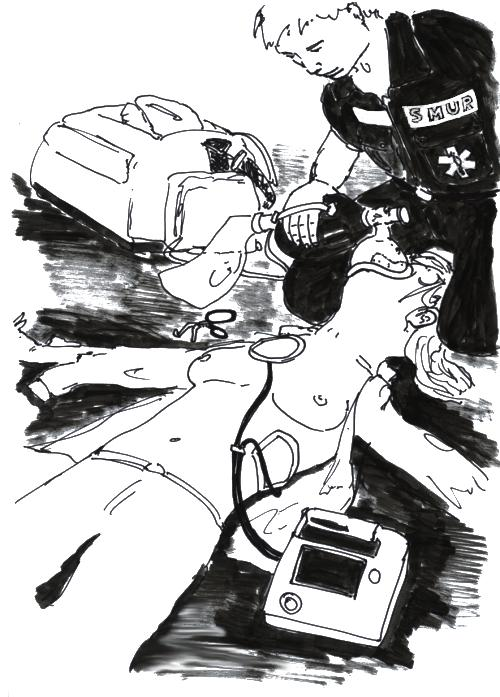
وضعية الإنعاش المتقدمة، يلاحظ وجود جهاز «مزيل الرجفان» ووضعية التنفس الصناعي عن طريق القناع

الهدف من عملية الإنعاش المتقدم هو إعادة الدورة الدموية إلى الوضع الطبيعي، وإخراج القلب من السكتة القلبية. ولا يتم ذلك إلا باستخدام مزيل الرجفان الذي يعطي صعقة كهربائية توقف الرجفان البطيني، واعتماداً على التخطيط القلبي قد يكون القلب تجاوز حالة الرجفان ليصل إلى حالة السكوت القلبي، حينها تتم عملية الإنعاش دون استخدام الصعقة الكهربائية وذلك متروك لتحليل الطاقم الطبي المدرب.

### خطوات الإنعاش المتقدم
يتم الإنعاش بعد وصول الفريق الطبي للإنعاش بناءً على توصيات اللجان الطبية المختصة، وبناءً على التدريب الذي حصل عليه الفريق الطبي.
1. يبدأ الإنعاش بتبادل التدليك والنفس بتواتر 30:2 لمدة دقيقتين، إذا لم يكن هذا قد حصل من قبل المسعف الأولي.
2. بناءً على التخطيط القلبي يتم تقسيم السكتة القلبية إلى قابلة للصعق الكهربائي، وغير قابلة للصعقة الكهربائية.
3. إذا ما استقر الرأي على أن السكتة القلبية قابلة للصعق يتم الآن تطبيق الصعقة مباشرة وذلك لأن فرص نجاح الصعقة في العضلة أكبر إذا توافر الأكسجين في العضلة القلبية. مع العلم أن التأخير يضر أيضاً إذ أن فرص النجاح تقل بنسبة 5-10% مع كل دقيقة تمر[8][9]
4. بعد تطبيق الصعقة الكهربائية يتم تدليك القلب مجدداً، وذلك دون تقييم التخطيط القلبي.
5. بعد أن يتم تدليك القلب لمدة دقيقتين يتم الآن تقييم التخطيط القلبي من جديد.

### أسباب رجعية
أثناء الإنعاش لابد من أخذ الأسباب المؤدية للسكتة القلبية بعين الاعتبار ومحاولة علاجها ما أمكن.
لائحة الأسباب المحتملة تلخص بقسمين كما هو في الجدول:
| H-Group اضطرابات  | T-Group حوادث |
| ----------------- | ------------- |
| نقص السوائل       | التسمم        |
| نقص الأكسجين      | استرواح صدري  |
| اضطراب البوتاسيوم | انصباب تاموري |
| فرط الحموضة       | إصابات وجروح  |
| البرودة           | جلطة قلبية    |
| انزلاق السكري     | احتشاء رئوي   |

## إزالة الرجفان المبكرة

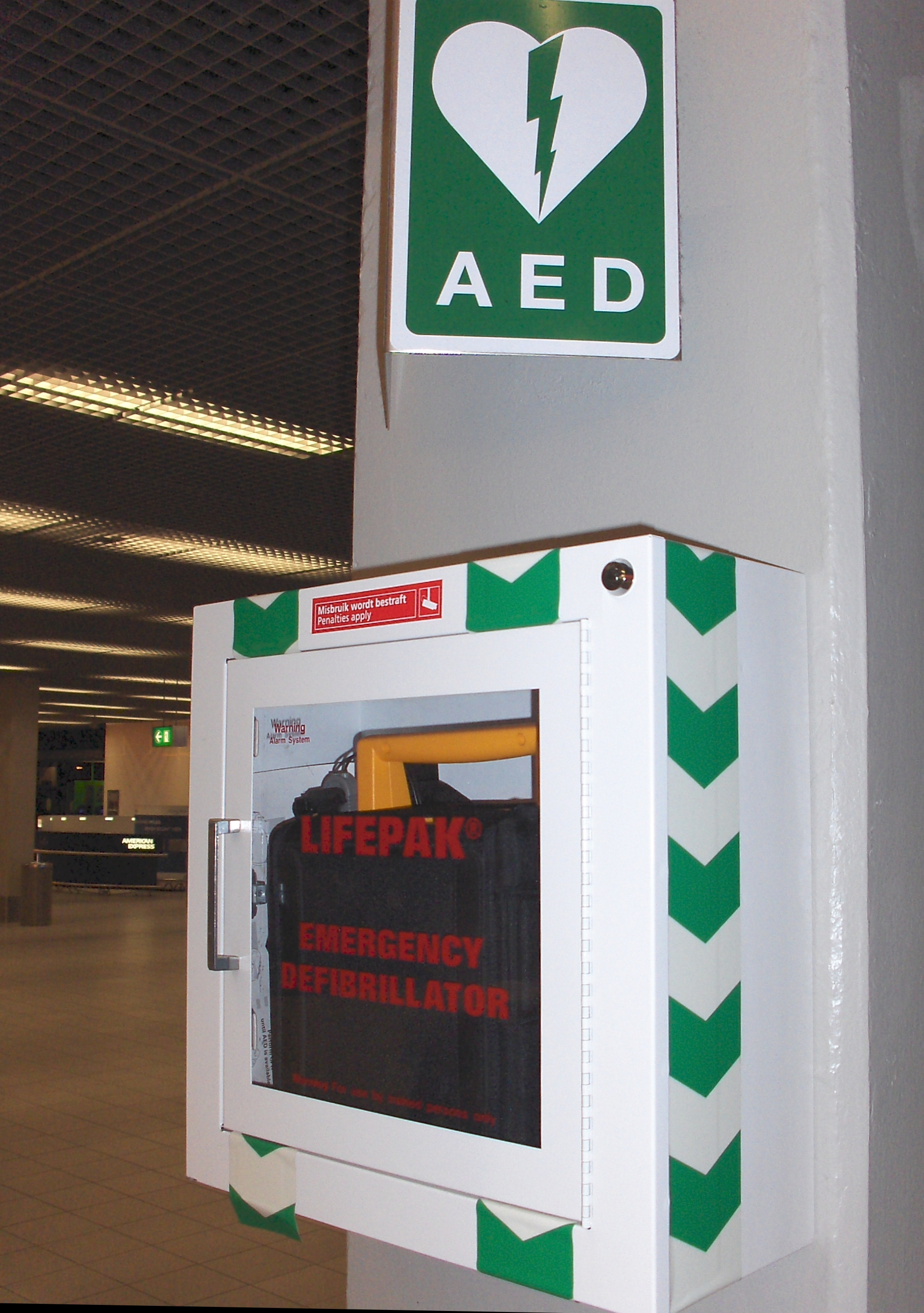
جهاز مزيل الرجفان الآلي في مكان عام

هناك اتجاه عام متزايد للتأكيد على أهمية استخدام مزيل الرجفان بأقرب وقت ممكن، وذلك اعتماداً على أن التأخير في هذا الاستخدام له عواقب سلبية، ويمكن أن يتسبب التأخير في إزالة الرجفان بتردي نسبة نجاح الإنعاش من نسبة 40% إلى 22% داخل المشافي، كما أن هناك دراسات تشير إلى أن استخدام مزيل الرجفان الآلي أثناء الإسعاف الأولي ومن قبل العامة (من غير أفراد الطواقم الطبية) قبل وصول الطواقم الطبية يزيد من فرص نجاة المريض إذا ما قورن بالإنعاش الابتدائي وحده. بناءً على هذه الدراسات صارت التوصيات العامة تشير إلى أهمية إضافة استخدام مزيلات الرجفان الآلية إلى تدريبات الإسعاف الأولي، ومحاولة نشر هذه الأجهزة في الأماكن العامة كالمكتبات العامة والمطارات والأسواق. هذه الأجهزة مصممة بطريقة تسهّل استخدامها من قبل العامة، وتعطي تعليمات صوتية وواضحة للمستخدم، كما تكون هناك رسوم توضيحية تجعل استخدامها آمنا، ولا تفترض المعرفة المسبقة بطرق الاستخدام.

## تاريخياً

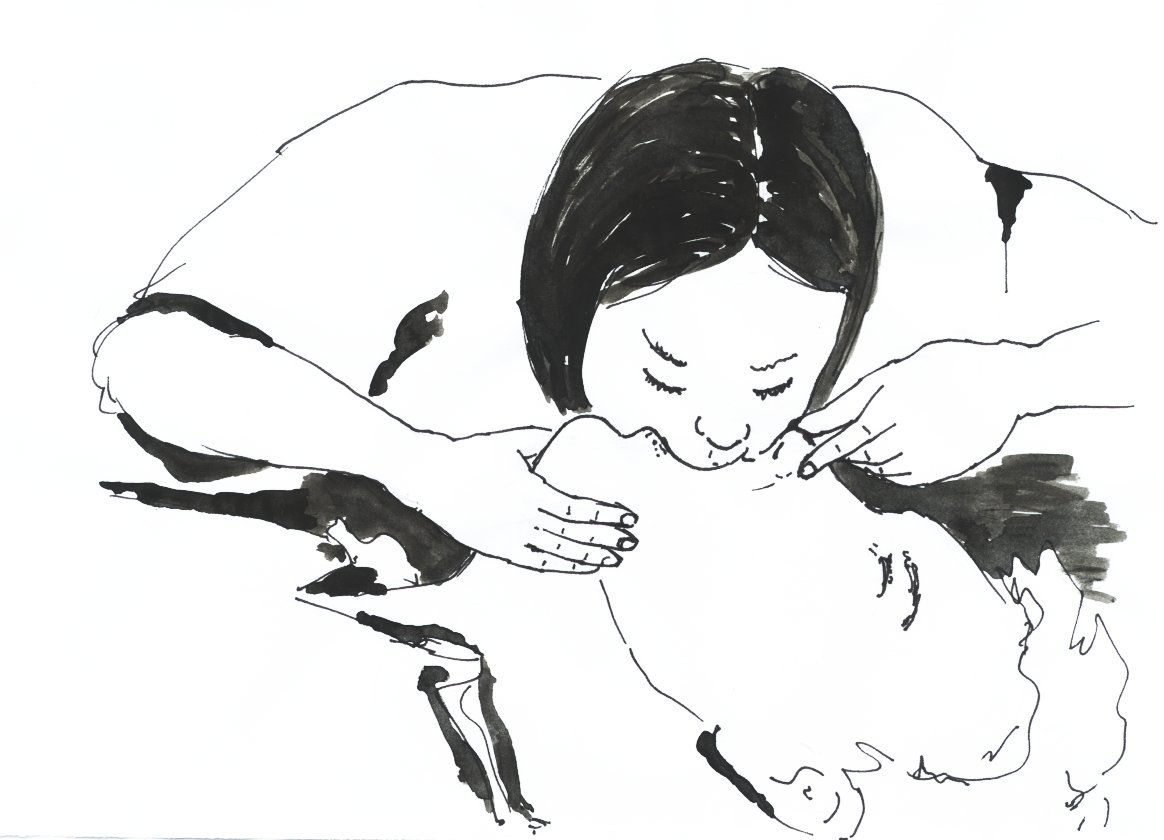
إنعاش عن طريق الفم إلى فم المُصاب

في القرن التاسع عشر وصف الدكتور سيلفستر طريقة للتهوية الصناعية حيث يتم إرقاد المريض على ظهره مع رفع ذراعه فوق رأسه للمساعدة في حدوث الشهيق ثم يتم الضغط بها على صدره للمساعدة في حدوث الزفير. ويتم تكرار الإجراء ستة عشر مرة في الدقيقة الواحدة. يمكن رؤية هذه الطريقة في العديد من الأفلام التي ظهرت في أوائل القرن العشرين.
تقنية ثانية، تسمى تقنية "هولغر نيلسن"، وقد وُصِفت في الطبعة الأولى من كتيب الصبي الكشافة في الولايات المتحدة في عام 1911. طهرت تلك الطريقة في الخمسينيات من القرن العشرين (تم استخدامها في إحدى حلقات المسلسل التليفزيوني الشهير "لاسي) وأحياناً كان يتم استخدامها كتأثير كوميدي في برامج الرسوم المتحركة في ذلك الوقت كما في إحدى حلقات توم وجيري بعنوان "The Cat and the Mermouse" عام 1949. واستمر عرض هذه الطريقة، لأغراض تاريخية، جنباً إلى جنب مع الإتعاش القلبي الرئوي الحديث في كتيب الصبي الكشافة حتى عام 1979. تم حظر هذه التقنية في وقت لاحق من كتيبات الإسعافات الأولية في المملكة المتحدة.

## في الحيوانات
ومن الممكن إجراء الإنعاش القلبي الرئوي على الحيوانات، بما في ذلك القطط والكلاب. المبادئ وطريقة الإجراء تقريباً تتطابق مع الإنعاش القلبي الرئوي للبشر، إلا أن الإنعاش يتم عادة من خلال أنف الحيوان، وليس عن طريق فمه. ينبغي إجراء الإنعاش القلبي الرئوي فقط على الحيوانات اللاواعية لتجنب خطر التعرض للعض. ففي الحيوان الواعي لا يلزم ضغط الصدر. وذلك اعتمادا على نوع الحيوان، قد تكون عظام الحيوانات أقل كثافة من عظام البشر، وبالتالي فالإنعاش القلبي الرئوي قد يجعل العظام ضعيفة بعد إجرائه.

## نهاية الإنعاش
الهدف من الإنعاش هو إعادة الدورة الدموية إلى العمل وتحقيق حالة مستقرة للمريض تؤهل نقله لاستكمال العلاج في المراكز الطبية والمستشفيات.
إذا لم يتحقق ذلك يستمر إنعاش المريض بحسب المعطيات السريرية والظروف المحيطة بالمريض والتي يقررها الطاقم الطبي، وعادة ما تلعب الظروف المرافقة مثل عمر المريض، السبب الذي يُظن أنه يقف خلف السكتة القلبية، القرب من المراكز الطبية أو المستشفيات الطبية التي تتوفر فيها طرق العلاج، وبشكل عام يمكن القول أن:
- ظهور علامات الوفاة المؤكدة.
- مرور زمن لا يُتوقع بعده استرداد الحياة للمريض، يقدرها الفريق الطبي، ولا يستثنى منها إلا مصابوا التجمد ودرجات الحرارة المنخفضة (درجة حرارة الجسم تحت 30°م)

هي من الأسباب التي تدعم الرضا بإيقاف الإنعاش والإقرار بوفاة المريض كسنّة من سنن الحياة.

## وصلات خارجية
- مجلس الإنعاش الأوروبي (بالإنجليزية). مقال ويكي: مجلس الإنعاش الأوروبي.
- الصليب الأحمر الدولي (بالإنجليزية)
- الحركة الدولية للصليب الأحمر والهلال الأحمر (بالإنجليزية)
- التوصيات الوطنية للولايات المتحدة للإنعاش (بالإنجليزية)